# Империал (жилой комплекс)
Империал — высотный комплекс, представляющий собой пару башен-небоскрёбов, в городе Мумбаи. Высота башен — 240 метров, это одни из высочайших зданий в Индии. Строительство началось в 2005 году и закончилось 2009 году. В башнях располагаются 200 апартаментов, от относительно небольших, площадью 250 м², до огромных, площадью до 1000 м² с собственным бассейном.
Проект был создан компанией Hafeez Contractor, застройщиком является строительная компания S.D. Towers.